# Lacroix Bjerge
Lacroix Bjerge är en bergskedja i Grönland (Kungariket Danmark). Den ligger i den centrala delen av Grönland, 1 400 km nordost om huvudstaden Nuuk.
Lacroix Bjerge sträcker sig 35 km i sydostlig-nordvästlig riktning. Den högsta punkten är 2 223 meter över havet.
Topografiskt ingår följande toppar i Lacroix Bjerge:
- Jomsborg
- Målebjerg